# Forêt de Réghaïa
Pour les articles homonymes, voir Réghaïa (homonymie).
La forêt de Réghaïa ou forêt du Kadous est une forêt située à Réghaïa dans la wilaya d'Alger, en Algérie.
Cette forêt est gérée par la Conservation des forêts d'Alger (CFA) sous la tutelle de la direction générale des Forêts (DGF).

## Localisation
La forêt de Réghaïa est située à 29 kilomètres à l'est d'Alger. Elle est localisée dans la commune de Réghaïa dans la Mitidja.

## Présentation
La forêt de Réghaïa est régie par le décret no 84-45 du 18 février 1984, modifié et complété par le décret no 07-231 du 30 juillet 2007. D'une superficie boisée atteignant 30 hectares, cette forêt est l'unique vestige marécageux et asséché dans la wilaya d'Alger.
Elle a été classée par la convention de Ramsar le 4 juin 2003 en tant que réserve naturelle d'importance internationale.
Ce site forestier naturel possède un climat méditerranéen, chaud en été et froid en hiver, ce qui le rend unique au niveau de la région biogéographique de l'algérois.
Cette superficie forestière fait partie des cinq écosystèmes (marin, marécageux, dunaire, lacustre et forestier) de l'aire protégée de Réghaïa, le lac qui s’étend sur une superficie de 1 575 hectares : 900 ha en mer, 600 ha de forêt et dune, en plus d'un plan d’eau douce de 75 ha. Cette forêt est un site naturel classé en réserve naturelle avec sa biosphère environnante.

## Faune
La faune de la forêt de Réghaïa est riche en diversité zoologique, ornithologique et entomologique.
Cette forêt abrite 21 espèces de mammifères (chacal, genette, sanglier, renard famélique, etc.).

### Mammifères

#### Hérisson d'Algérie
On rencontre le hérisson d'Algérie (Atelerix algirus') dans cette forêt algéroise. C'est un hérisson à ventre blanc vivant dans les régions côtières d'Algérie. Il est de couleur pâle et pèse de 700 à 950 g. Ce hérisson est une espèce protégée sur tout le territoire algérien.

#### Chacal doré

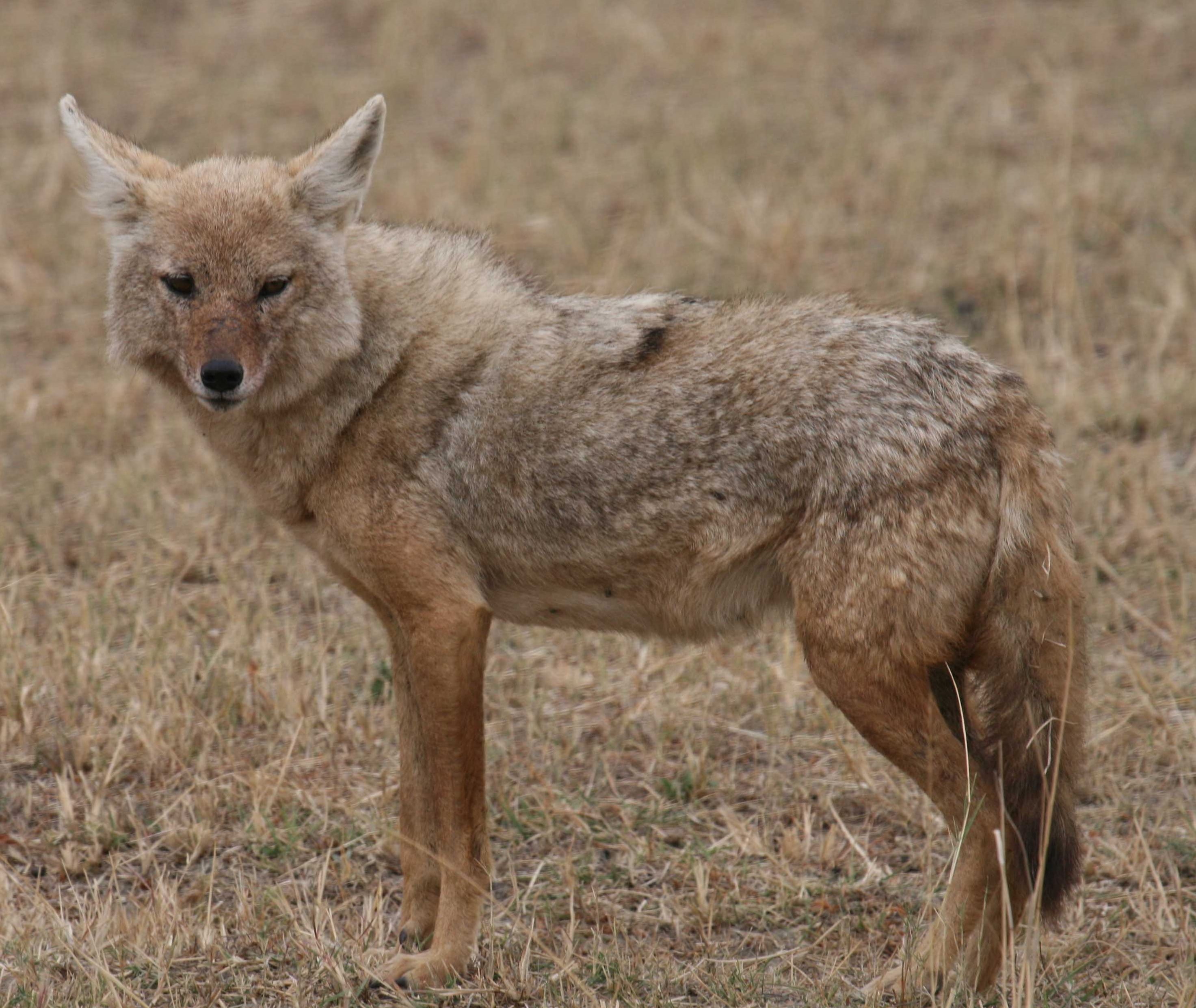
Chacal doré (Canis aureus).

Le chacal doré (Canis aureus) est un mammifère carnivore très farouche, nocturne et discret. La longueur de son corps (sans la queue) varie entre 70 et 85 cm, sa hauteur au garrot entre 38 et 50 cm, la longueur de sa queue est de 25 cm, avec un poids de 7 à 14 kg, alors que sa vitesse maximale oscille entre 40 et plus de 50 km/h.

#### Porc-épic à crête
Le porc-épic à crête (Hystrix cristata) est un rongeur nocturne terrestre qui tolère les milieux escarpés.

#### Lapin de garenne
Le lapin de garenne (Oryctolagus cuniculus) est un mammifère lagomorphe ; les effectifs sauvages sont communs en Algérie mais en déclin.

#### Lièvre du cap

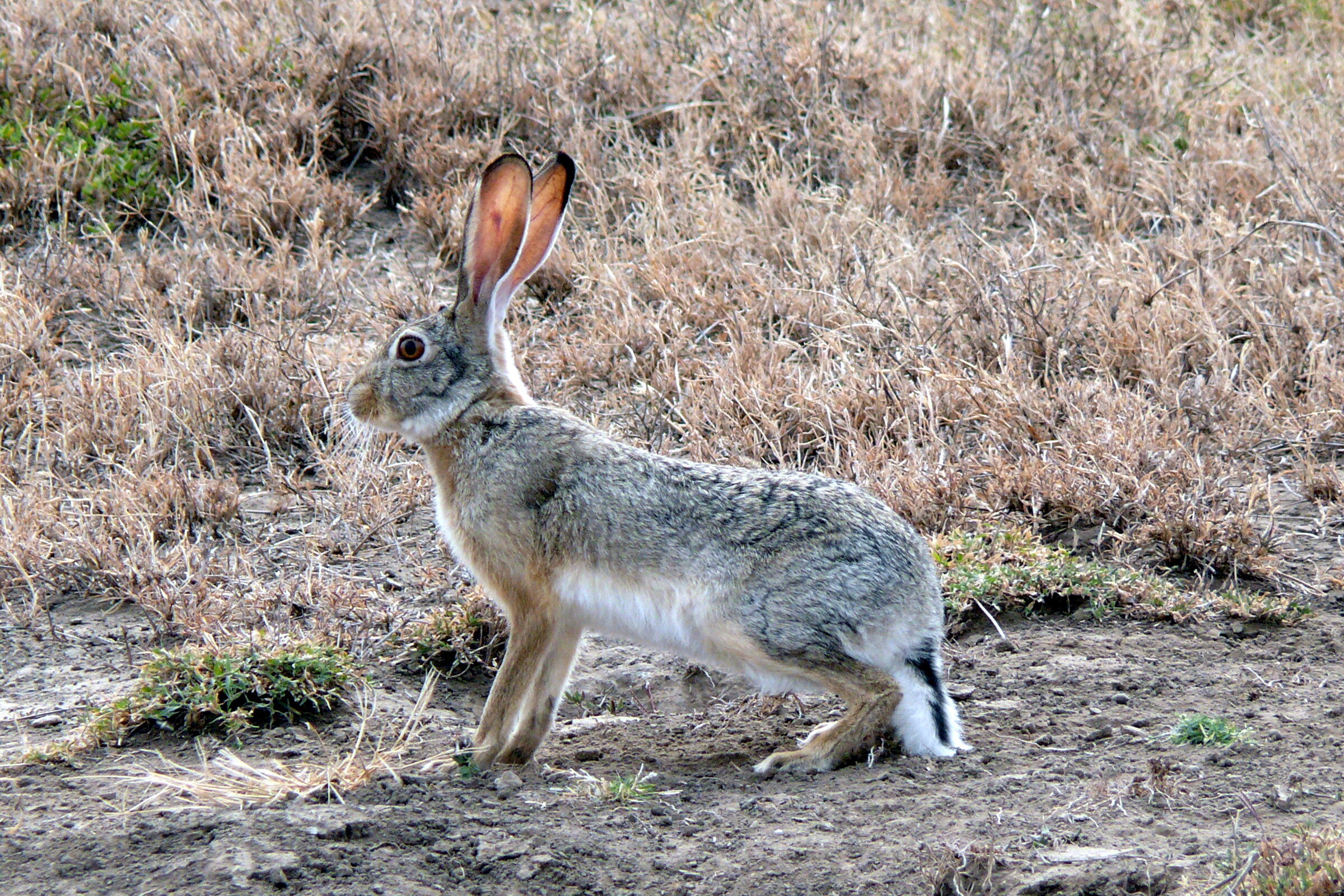
Lièvre du Cap

Le lièvre du Cap (Lepus capensis) est un rongeur.

#### Genette
La genette africaine (Genetta genetta afra) est un mammifère carnivore nocturne très farouche et discret, de taille, couleur et morphologie qui la fait parfois confondre avec un chat. Il se répartit en de nombreuses sous-espèces vivant en Europe, en Afrique et au Proche-Orient. C'est une espèce représentante de la famille des Viverridés.

#### Mangouste ichneumon

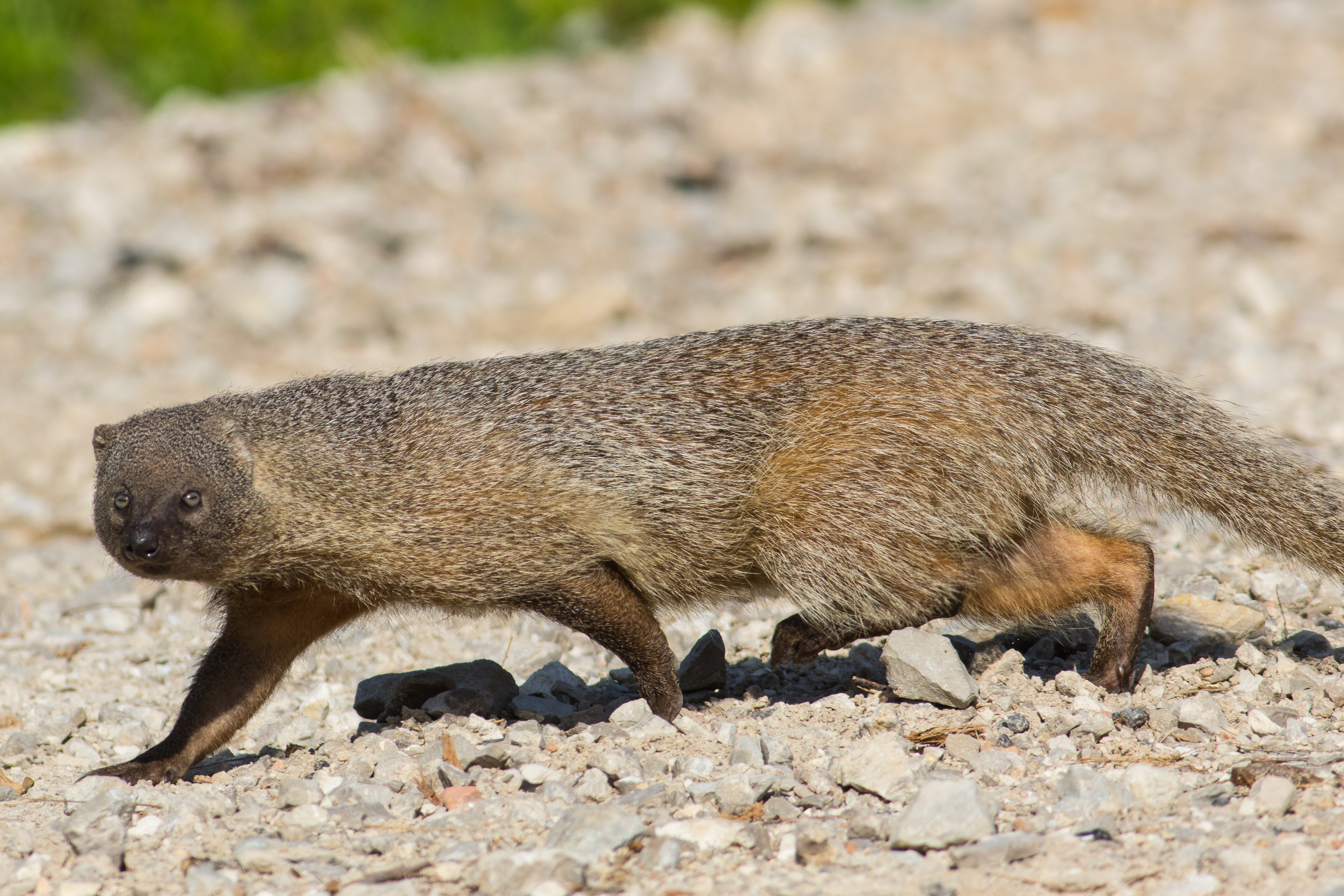
Mangouste ichneumon (Herpestes ichneumon)

La mangouste ichneumon (Herpestes ichneumon) est un mammifère localement appelé zerdi en arabe et izerdhi en berbère. Ses deux noms proviennent du verbe arabe "zarada" signifiant « avaler » pour marquer l'aptitude de la mangouste à avaler sa nourriture et ses petites proies.

#### Cerf élaphe de Barbarie

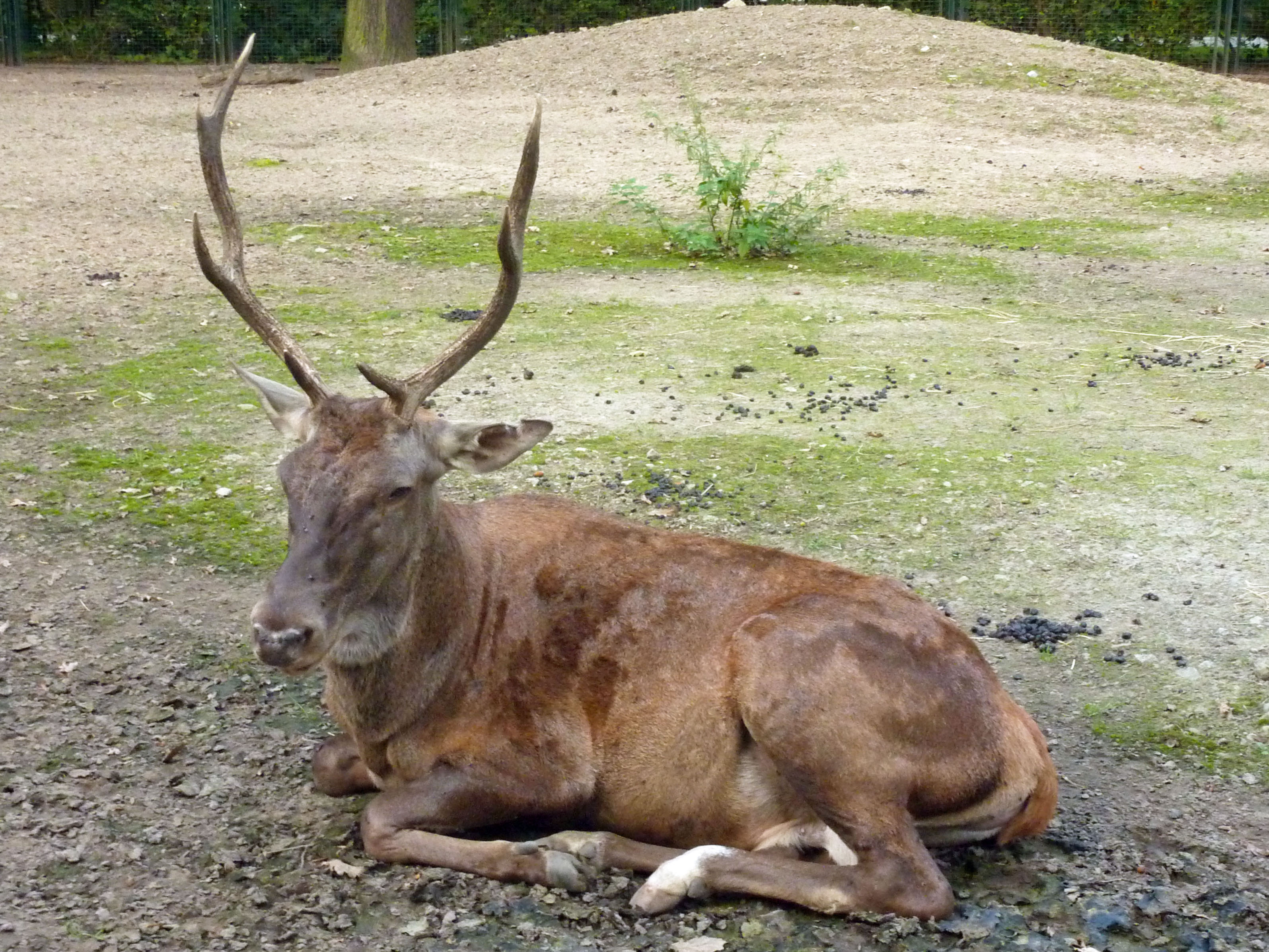
Cerf de Barbarie (Cervus elaphus barbarus).

Le cerf de Barbarie (Cervus elaphus barbarus benetti) est un grand cervidé de la sous-espèce du cerf élaphe présent dans les forêts d'Algérie. Il est au bord de l'extinction en tant que seul représentant de la famille des Cervidae en Afrique. Ce cerf élaphe de Barbarie est plutôt diurne mais mange souvent la nuit dans les champs et prairies comme une espèce crépusculaire et nocturne, où il s'alimente en tant qu'herbivore et ruminant. Il préfère le sapin (Abies alba) à l'épicéa (Picea abies) ainsi que le bois dont il mange les bourgeons et les jeunes pousses des arbres et arbustes, sauf les épineux qu'il évite.

#### Sanglier
Le sanglier (Sus scrofa) colonise quasiment tous les habitats au niveau de cette forêt. Lorsque le sol est humide, cet animal retourne la terre grâce à ces forts butoirs à la recherche d’invertébré et les racines des plantes. Sa longévité varie entre 8 et 10 ans.

### Oiseaux
La forêt de Réghaïa est un site visité par plusieurs espèces d'oiseaux migrateurs qui s'y reposent, qui y sont sédentaires ou qui y nichent. C'est un endroit qui accueille trois espèces d'oiseaux d'eau mondialement menacées de disparition, à savoir la sarcelle marbrée, le fuligule nyroca et l'érismature à tête blanche qui nichent à[Réghaïa. Environ 3 000 oiseaux d'eau fréquentent cette forêt et son lac qui accueille en moyenne 47 espèces locales et migratrices d'oiseaux chaque année.

## Flore

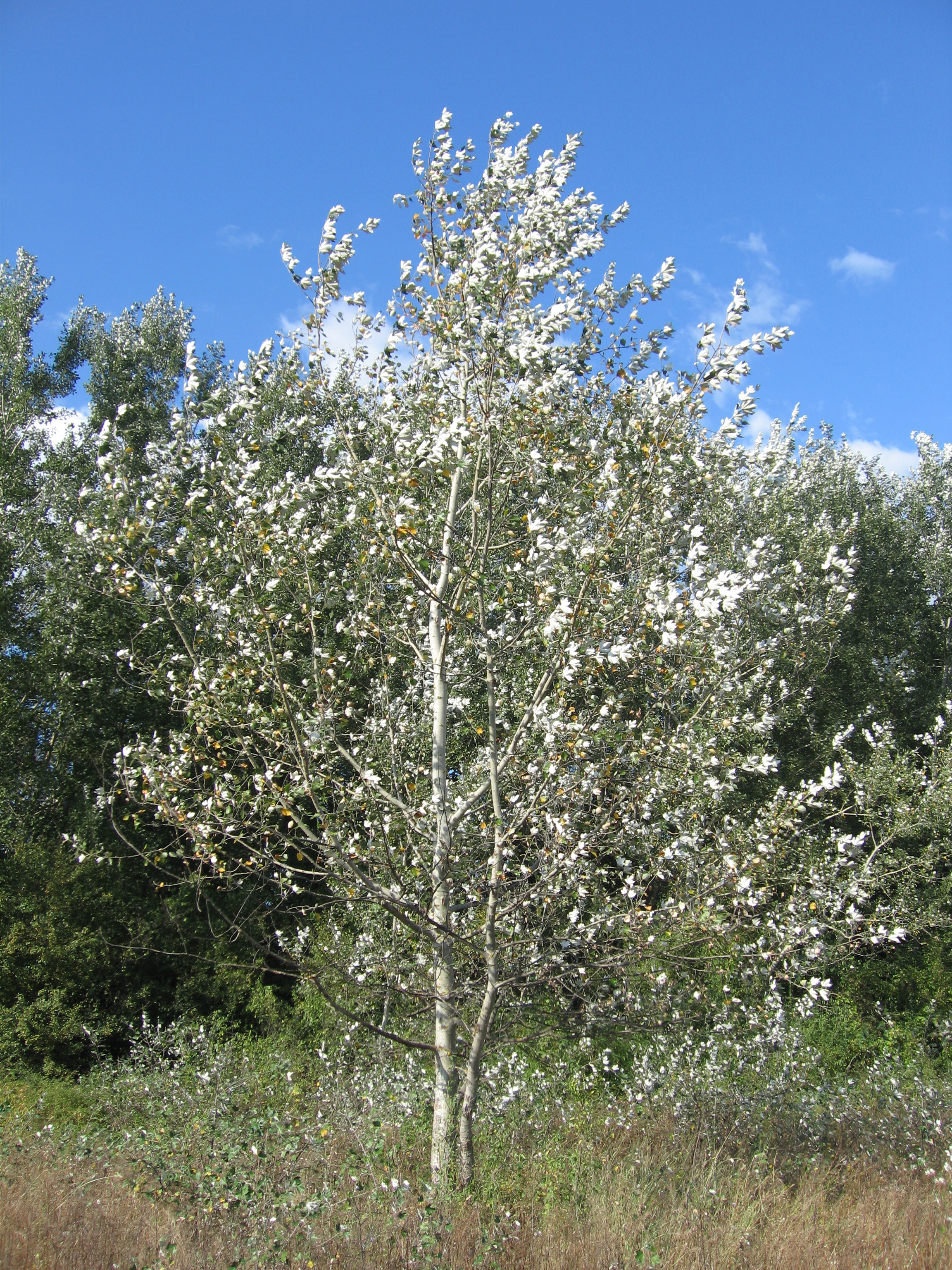
Peuplier blanc (Populus alba).

La forêt de Réghaïa qui jouxte le lac est peuplée d’arbres hydrophiles (Salix alba, Populus alba, Eucalyptus camaldulensis) et les plantes qui y vivent sont la massette Typha latifolia et le jonc Juncus acutus, ainsi que le groupement halophile à Plantago coronopus.
On y trouve des groupements à Pancratium maritimum, Lotus creticus, Ammophila arenaria et Chamaerops humilis qui forment une végétation se développant en bandes étroites le long de la côte. Le maquis qui forme une ceinture plus ou moins étroite autour de la forêt et du lac permet une bonne protection pour l'avifaune.  Il est représenté par l'Oléo-lentisque composé d’Olea europaea, Pistacia lentiscus, Crataegus monogyna, Rubus ulmifolius, Smilax aspera et Hedera helix.

## Centre cynégétique

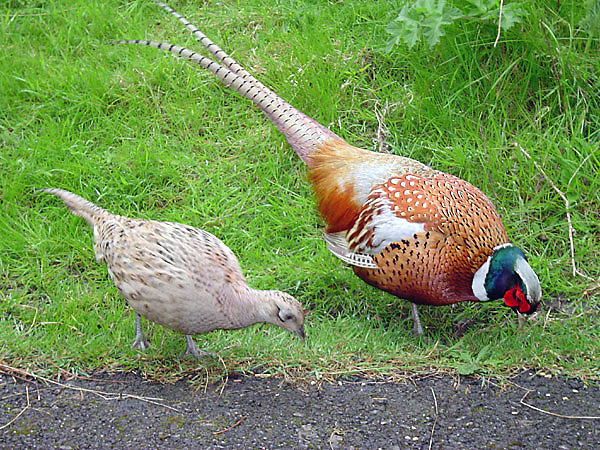
Couple de Faisans.

La forêt de Réghaïa abrite un centre cynégétique au sud-ouest de son périmètre, qui collabore activement avec le centre cynégétique de Zéralda. Il a été créé par le décret no 83-75 du 8 janvier 1983.
Le centre cynégétique de Réghaïa a été valorisé en 2006 après avoir été pour longtemps une réserve protégée réservée aux seuls spécialistes qui y ont effectué leurs travaux. Il a été ensuite promu en 2011 pour la gestion de la réserve naturelle de Réghaïa. Ce centre cynégétique de Réghaïa veille au maintien du classement de cette zone humide de Réghaïa la liste de la convention de Ramsar des zones humides, et ce en collaboration avec la direction générale des Forêts.
Le CCR a quatre missions essentielles : la cynégétique, le suivi ornithologique, la recherche scientifique, la communication et la sensibilisation du public. C'est un établissement qui comprend un centre d'éducation et de sensibilisation, une salle d'expositions des espèces faunistiques et floristiques, deux salles, l'une destinée aux travaux pratiques des sciences naturelles et l'autre à la projection cinématographique. C'est un centre cynégétique qui s'occupe ainsi de l'élevage du gibier d’eau destiné au repeuplement des plans d'eau par certaines espèces.

## Centre national de baguage

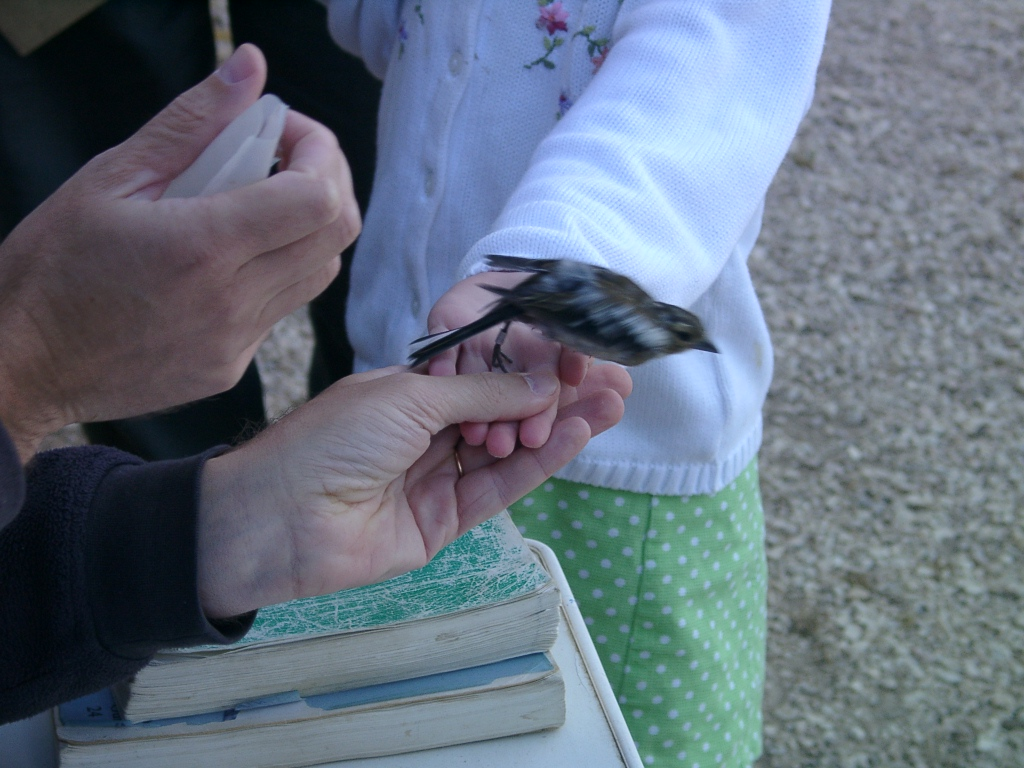
Baguage d'un oiseau.

La forêt de Réghaïa abrite le Centre national de baguage (CNB) des oiseaux.
Ce centre permet de suivre les oiseaux sauvages par leur marquage par bague en vue d'étudier plusieurs aspects de leur vie en milieu naturel, comme les déplacements migratoires. Le CNB collabore avec plusieurs centres internationaux car les régions parcourues par les oiseaux bagués peuvent être très éloignées, spécialement lors de leur migration.
Chaque bague posée sur un oiseau est unique grâce à un code alphanumérique couplé avec un fichier contenant diverses informations sur cet oiseau (nom de l'espèce, sexe ou encore âge) ainsi que la date et le lieu du baguage. À ces informations, peuvent s'ajouter diverses données biométriques (masse, longueurs de l'aile et du bec, adiposité, etc.).
Ce centre œuvre, par l’organisation de lâchers d’oiseaux à travers l’Algérie, à la création d’un réseau national d’unités de baguage et finalement à l'intégration au réseau international.